# Coupe de Tunisie de football 1949-1950
Navigation
Coupe de Tunisie 1948-1949 Coupe de Tunisie 1950-1951
La Coupe de Tunisie de football 1949-1950 est la 22e édition de la coupe de Tunisie. Elle est organisée par la Ligue de Tunisie de football.
Le Club sportif de Hammam Lif, détenteur des trois précédentes éditions et invaincu au niveau national depuis quatre ans, rejoint la division nationale durant la saison suivante, après avoir dominé sa poule de division II avec des scores fleuves puis le champion des divisions II Centre et Sud, le Métlaoui Sport (8-1). Il s'oppose à l'Étoile sportive du Sahel, champion national. Le CSHL, entraîné par Kaj Andrup, conserve assez facilement la coupe.

## Résultats

### Premier tour
- Union sportive monastirienne - Jeunesse sportive kairouanaise : 3 - 1
- Saint-Germain Sports - Sporting Club de Ben Arous : 2 - 1
- Onze noirs - Jeanne d’Arc d’Avant garde : 2 - 1
- Jeunesse sportive métouienne - Racing Club de Montfleury : 4 - 0
- Stade populaire - Stade gaulois : 10 - 0
- Grombalia Sports - La Medjerdah : 3 - 2
- Association sportive de Radès - Jeunesse sportive de Tebourba : 7 - 2
- Association sportive souk-arbienne - Union sportive khémissienne : Forfait
- Métlaoui Sport - Khanfous Club (Redeyef) : 11 - 0
- Al Asria (Sfax) - Union sportive gabésienne : 2 - 1
- Club olympique du Kram - Union sportive musulmane : 4 - 0
- Avenir musulman - Club athlétique de La Marsa : 7 - 0
- Flèche sportive de Gafsa-Ksar - Sporting Club de Gafsa : 1 - 0
- Olympique de Béja - Football Club de Jérissa : 3 - 0
- Club sportif des cheminots - Stade tunisien : 5 - 0
- Tricolores Tinja Sport - Union sportive de l’arsenal de Ferryville : 5 - 0
- Étoile bleue de Ghardimaou - Jeunesse sportive musulmane : 4 - 0
- Union sportive béjoise
- Étoile sportive de Radès
- El Makarem de Mahdia
- Widad athlétique de Tunis
- Espérance de Mateur
- Étoile sportive gabésienne
- Club athlétique du gaz
- Racing Club de Franceville

### Deuxième tour
- Union sportive monastirienne - El Makarem de Mahdia : Forfait
- Saint-Germain Sports - Onze noirs : 1 - 0
- Widad athlétique de Tunis - Jeunesse sportive métouienne : 1 - 1 puis victoire du WAT
- Stade populaire - Grombalia Sports : Forfait
- Association sportive de Radès - Association sportive souk-arbienne : 2 - 1
- Métlaoui Sport - Al Asria (Sfax) : 3 - 0
- Club olympique du Kram - Espérance de Mateur : 5 - 1
- Étoile sportive gabésienne - Flèche sportive de Gafsa-Ksar : 6 - 2
- Olympique de Béja - Étoile sportive de Radès : 4 - 0
- Union sportive béjoise - Club sportif des cheminots : 3 - 0
- Tricolores Tinja Sport - Étoile bleue de Ghardimaou : 0 - 0 puis victoire de TTS
- Club athlétique du gaz - Racing Club de Franceville : 4 - 4 puis victoire du CAG
- Olympique de Tunis
- Stade africain de Ferryville
- Olympique du Kef

### Seizièmes de finale
| Équipe 1                       | Équipe 2                      | Score 90'            |
| Patriote de Sousse             | Union sportive monastirienne  | 4 - 0                |
| Patrie Football Club bizertin  | -                             | Qualifié directement |
| Club africain                  | Saint-Germain Sports          | 2 - 0                |
| Union sportive de Ferryville   | Widad athlétique de Tunis     | 2 - 1                |
| Stade populaire                | Association sportive de Radès | Victoire du SP       |
| Club athlétique bizertin       | -                             | Qualifié directement |
| Sfax railway sport             | Club sportif gabésien         | 6 - 1                |
| Étoile sportive du Sahel       | Métlaoui Sport                | 7 - 0                |
| Espérance sportive             | Stade africain de Ferryville  | 4 - 2                |
| Olympique du Kef               | Club olympique du Kram        | 3 - 1                |
| Club sportif de Hammam Lif     | -                             | Qualifié d’office    |
| Club tunisien                  | Étoile sportive gabésienne    | 2 - 1                |
| Association sportive française | Olympique de Béja             | 2 - 0                |
| Union sportive béjoise         | Union sportive tunisienne     | 2 - 1                |
| Olympique de Tunis             | ?                             | 2 - 0                |
| Tricolores Tinja Sport         | Club athlétique du gaz        | 1 - 0                |

### Huitièmes de finale
| Équipe 1                       | Équipe 2                     | Score 90'        |
| Association sportive française | Stade populaire              | 0 - 0 puis 2 - 1 |
| Patrie Football Club bizertin  | Union sportive de Ferryville | 2 - 1            |
| Club sportif de Hammam Lif     | Sfax railway sport           | 2 - 1            |
| Club tunisien                  | Espérance sportive           | 1 - 1 puis 2 - 1 |
| Olympique de Tunis             | Tricolores Tinja Sport       | 5 - 1            |
| Club athlétique bizertin       | Olympique du Kef             | 6 - 0            |
| Étoile sportive du Sahel       | Club africain                | 2 - 1            |
| Union sportive béjoise         | Patriote de Sousse           | 7 - 1            |

### Quarts de finale
| Équipe 1                      | Équipe 2                       | Score 90'        |
| Patrie Football Club bizertin | Club tunisien                  | 1 - 1 puis 2 - 1 |
| Olympique de Tunis            | Union sportive béjoise         | 1 - 0            |
| Club sportif de Hammam Lif    | Association sportive française | 1 - 0            |
| Étoile sportive du Sahel      | Club athlétique bizertin       | 1 - 1 puis 2 - 4 |

### Demi-finales
| Équipe 1                   | Équipe 2                      | Score 90' |
| Club sportif de Hammam Lif | Patrie Football Club bizertin | 2 - 1     |
| Étoile sportive du Sahel   | Olympique de Tunis            | 3 - 1     |

### Finale
| Équipe 1                   | Équipe 2                 | Score 90' |
| Club sportif de Hammam Lif | Étoile sportive du Sahel | 3 - 0     |

Les buts de la finale sont marqués par Mustapha Bsaïes, Ali Ben Jeddou et Fanfan Cassar (CSHL).